# Landestheater Eisenach
Das Landestheater Eisenach ist ein Theater in der thüringischen Stadt Eisenach. Es verfügt über die Sparten Ballett und Junges Schauspiel. Mit Wirkung vom 1. Januar 2009 in die Kulturstiftung Meiningen-Eisenach überführt und seither teilweise vom Staatstheater Meiningen bespielt, bietet es im Repertoire Oper, Operette, Musical, Ballett/Tanztheater, Schauspiel, Jugend- und Kindertheater, Puppentheater und Konzerte an.
Das Landestheater Eisenach kooperiert unter anderem mit der Thüringen Philharmonie Gotha-Eisenach und dem Theater Rudolstadt.
Eine im Frühjahr 2012 drohende Schließung des Theaters zum Ende der Spielzeit 2012/13 konnte abgewendet werden; die Existenz des Landestheaters Eisenach ist derzeit bis 2022 gesichert. Mit Beginn der neuen Spielzeit 2021/2022 übernimmt Jens Neundorff von Enzberg die Intendanz des Staatstheaters Meiningen und des Landestheaters Eisenach, der langjährige Ballettdirektor Andris Plucis setzt seine Arbeit fort, das Junge Schauspiel richtet seinen Spielplan in Inhalten, Ästhetiken und Formen unter der Leitung der Regisseurin Jule Kracht neu aus.

## Gebäude

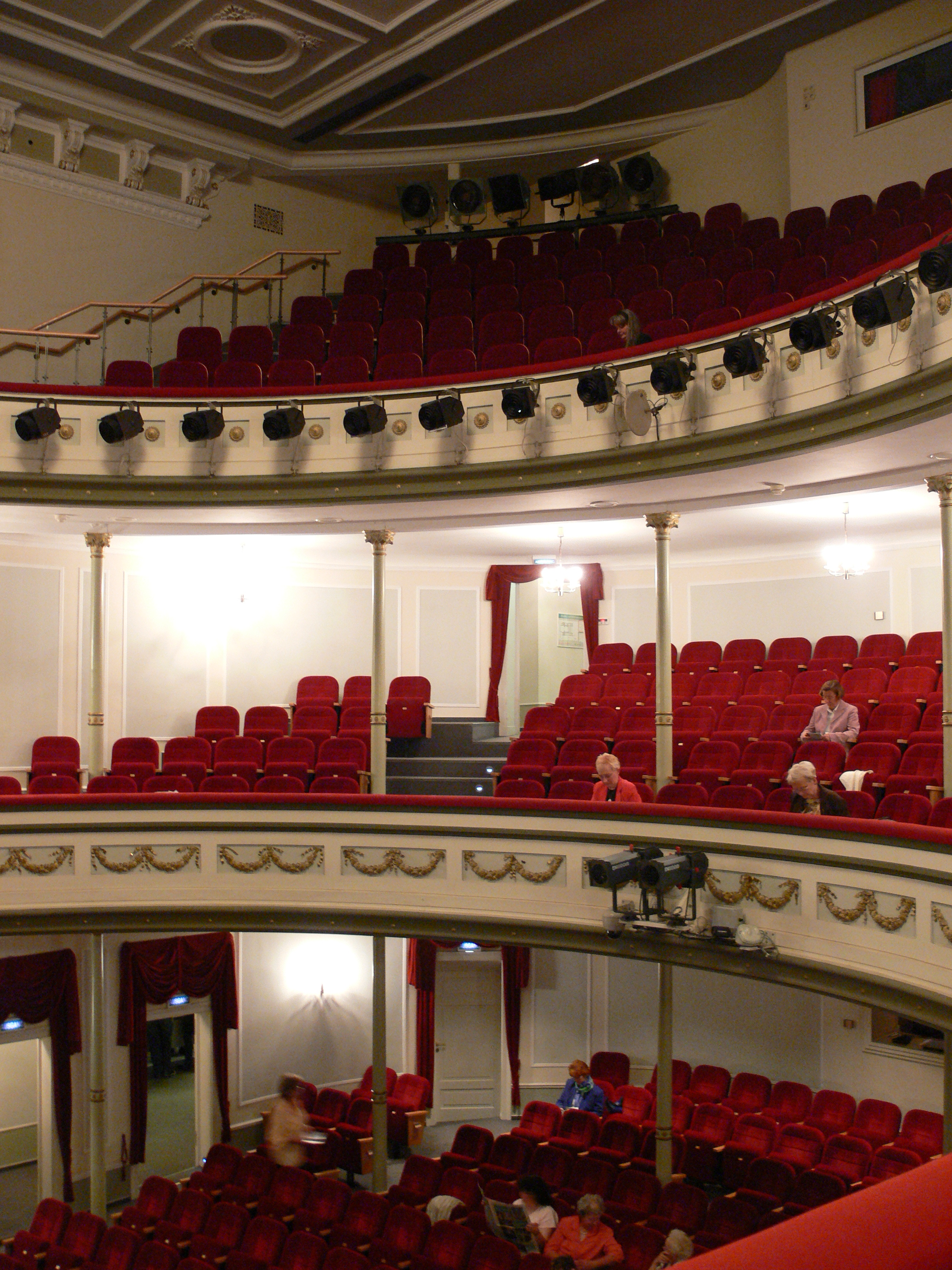
Zuschauerraum

Das Theater wurde der Stadt Eisenach von dem ortsansässigen Industriellen Julius von Eichel-Streiber gestiftet und ist ein Beispiel für privates Mäzenatentum. Das Theater entstand im klassizistischen Stil nach Entwürfen des Leipziger Architekten Karl Weichardt an der Stelle der ehemaligen Wasserburg Klemme auf dem heutigen Theaterplatz und wurde am 1. Januar 1879 eröffnet. Im derzeitigen Bauzustand, nach Renovierungen in den Jahren 1993 und 2010, bietet es im Parkett und auf den beiden Rängen 500 Plätze.

## Geschichte

### 1834 bis 1879
1834 wurde von Interessenten ein Theaterbauverein gegründet. Einflussreiche Kreise im Eisenacher Stadtrat verzögerten jedoch die zeitnahe Umsetzung aller nun vorgelegten Pläne. 1854 führte die allgemeine Musikbegeisterung in der Stadt zur Neubewertung der „Theaterfrage“. Der Stadtrat bewilligte nun eine Summe von 10.000 Talern für den Bau des „Großherzoglichen Hoftheaters“. Die unterschiedlichen Vorstellungen über den künftigen Spielbetrieb, über Größe und Ausstattung des Gebäudes verhinderten einen raschen Baubeginn. Das Projekt wurde dann vom Eisenacher Mäzen Julius von Eichel-Streiber geprüft, der mit der Stadtverwaltung ab 1867 über den Bau des Theaters verhandelte. Dessen Bau verzögerte sich jedoch um fast zehn Jahre, da alle in Frage kommenden Baugrundstücke unverzüglich im Wert gestiegen waren und erst durch den Abbruch des städtischen, ehemaligen Kasernengeländes und der Abtretung eines angrenzenden Grundstücks durch die Clemda-Gesellschaft die Pläne der Grundstücksspekulanten durchkreuzt werden konnten.

### 1879 bis 1945

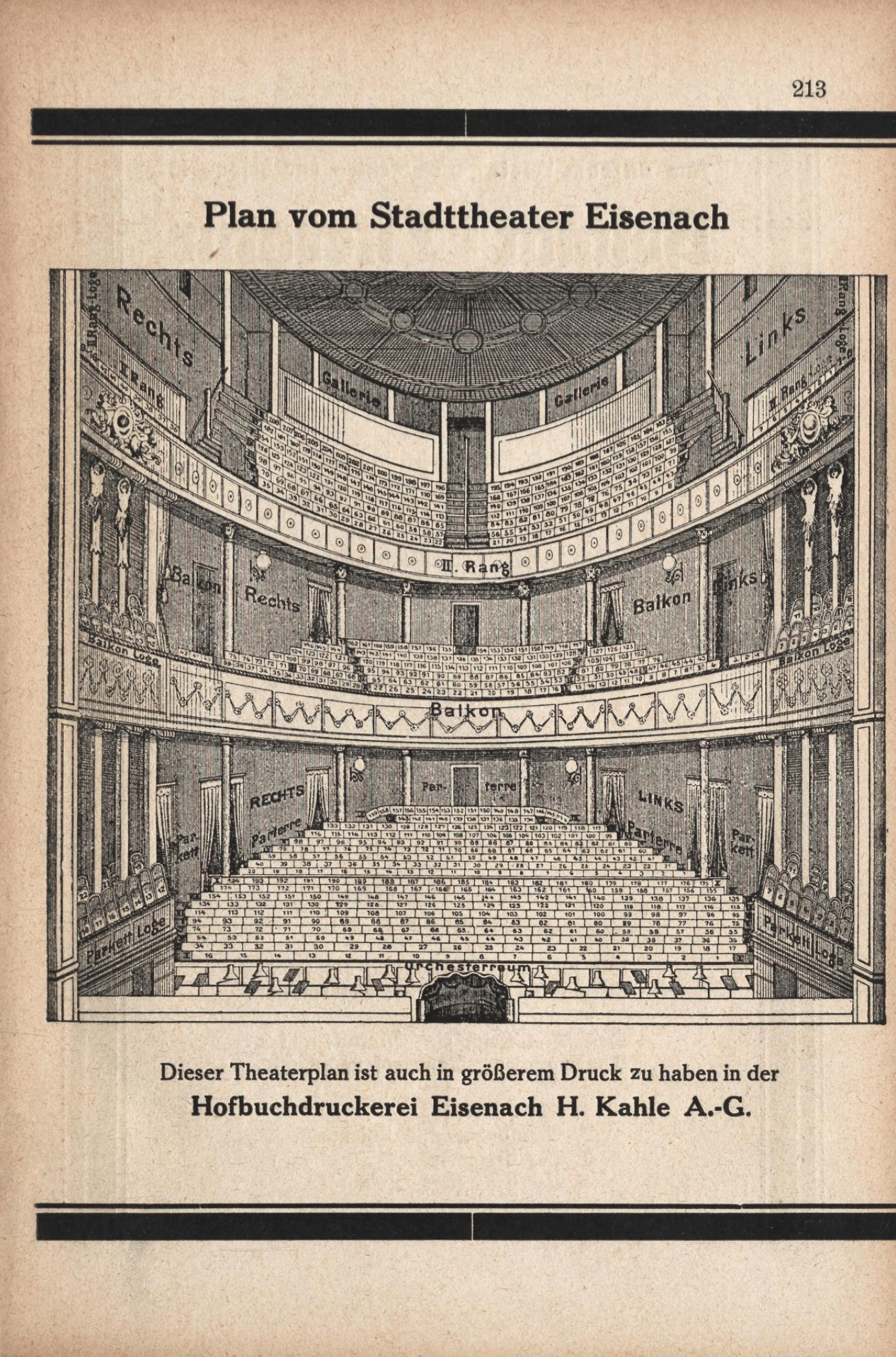
Plan des Stadttheaters, 1927

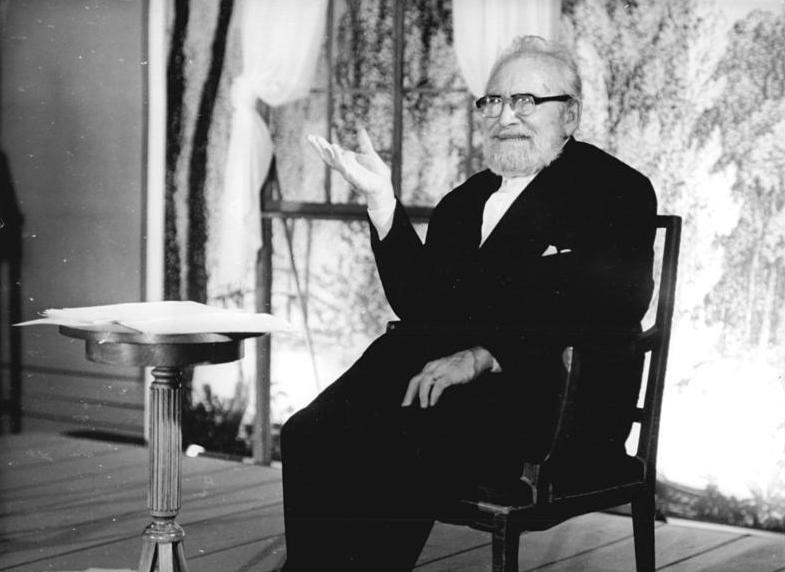
Wolfgang Heinz, Regisseur, Präsident des Verbandes der Theaterschaffenden der DDR, begann seine Theaterlaufbahn in Eisenach (Spielzeit 1917–1919).

Das Eisenacher Theater wurde am 1. Januar 1879 mit der Aufführung von Lessings Minna von Barnhelm eröffnet. Das klassizistische Gebäude hatte im Parkett und den zwei Rängen Platz für rund 500 Zuschauer. Mit einer Portalbreite von acht Metern und einer Tiefe von 13 Metern verfügte das Haus für die damalige Zeit über hervorragende technische Voraussetzungen und wurde inzwischen mehrfach auf einen aktuellen Standard gebracht, ohne dabei den Baustil zu beschädigen. In der ersten Spielzeit war das Eisenacher Theater vom Großherzoglichen Hoftheater in Weimar in allen Belangen unterstützt worden und man hatte bis April 1879 bereits 52 Theateraufführungen bestreiten können, hinzu kamen meist privat organisierte Konzerte durchreisender Berufsmusiker, die aber nicht in die Bilanz des Hauses eingerechnet wurden. Das Eisenacher Theater war bis zur Generalsanierung des Weimarer Hoftheaters im Jahr 1907 diesem an technischer Ausstattung und Komfort weit voraus, daher wurden Weimarer Gastauftritte im Eisenacher Haus stets mit Freude übernommen. Nach der Jahrhundertwende wurden die Geschäftsführung und der Spielbetrieb in die Hände privater Direktoren gelegt (bekannt sind noch Weber, Tauscher, Norbert Berstel und Richard Treu), diese Verpachtung blieb bis 1927 in Eisenach als Geschäftsmodell erhalten. Zu den bekanntesten Schauspielern dieser Zeit gehört Eduard von Winterstein, Max Landa und Hermann Leffler. Die schwere Zeit der Inflation mit ständig drohendem Konkurs des Hauses musste der (private) Theaterdirektor Richard Corter bestehen. Es gelang ihm nicht, die finanzielle Situation des Hauses zu verbessern, daher wurde der Spielbetrieb „vorübergehend“ eingestellt. Erst die 1941 wirksam gewordene Fusion mit dem Landestheater Gotha verhalf Eisenach auf dem Papier wieder zu einem regelmäßigen Spielbetrieb – in der Praxis mussten die Besucher mit kriegsbedingten Einschränkungen (Fliegeralarm) rechnen. Die im August 1944 vom Propagandaminister Goebbels angeordnete Schließung aller Theater und Konzerthäuser musste auch in Eisenach und Gotha befolgt werden. Das Gebäude überstand die folgenden Bombardements und die Kämpfe im April 1945 unbeschadet.

### 1945 bis 1990

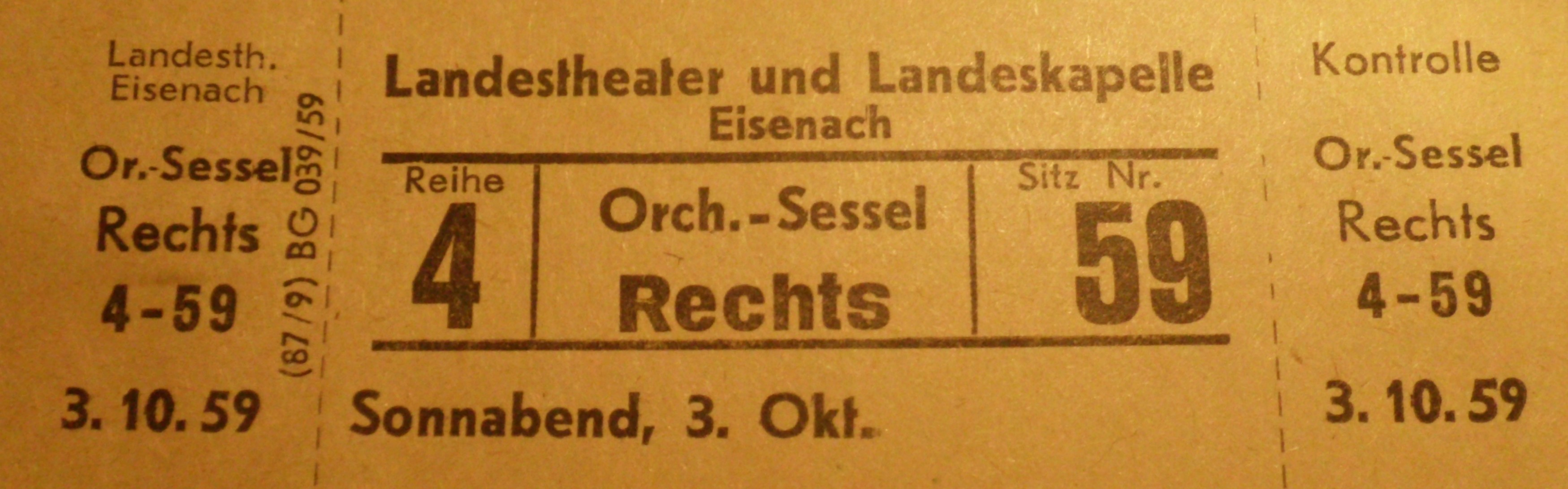
Eintrittskarte für Landestheater und Landeskapelle Eisenach (1959)

Als Zeichen des Neubeginns übernahm Peter Kroll als erster Nachkriegs-Intendant den Neuaufbau des Ensembles noch im Sommer 1945. Die Wiedereröffnung des Theaters wurde am 7. August 1945 mit Lessings Nathan der Weise vollzogen. In den Wirren der Nachkriegsjahre war das Eisenacher Theaterensemble in ständigen Personalnöten, in der Spielzeit 1947–48 übernahm die Eisenacher Stadtverwaltung in Absprache mit dem damaligen Intendanten Paul R. Henker alle personellen und kaufmännischen Belange. In der folgenden Spielzeit musste der Eisenacher Bürgermeister Markwitz kommissarisch die Stelle des Intendanten übernehmen. Mit dem erfahrenen Schauspieler Friedewald Berg und dem Spielleiter Dr. Rube gelang es das Eisenacher Haus neu zu festigen. Ab Februar 1951 übernahm Walter Gembs die Theaterleitung. Als Folge der Staatsgründung der DDR hatte auch das Eisenacher Theater dem neuen politischen System Tribut zu leisten. Die nun politisch motivierte Auswahl des Spielplans brachte vor allem Werke von Brecht (Herr Puntila und sein Knecht). Auf Beschluss der Thüringer Landesregierung wurde 1952 das Theater zum „Landestheater“ erhoben und erhielt ein eigenes Drei-Sparten-Ensemble, bestehend aus Schauspiel, Musiktheater und Ballett. Dem wurde im selben Jahr die Landeskapelle Eisenach angegliedert, die aus dem Eisenacher Stadtorchester und der Schlesischen Philharmonie Breslau hervorgegangen war. Diese Theaterstruktur hatte jahrzehntelang Bestand.

### 1990 bis 2011
Zur Spielzeit 1993/1994 wurde das Schauspiel in Eisenach geschlossen. 1995 wurde das Landestheater mit dem Theater Rudolstadt fusioniert. 2003 wurde diese Fusion wieder aufgelöst und es begann eine Zusammenarbeit mit dem Südthüringischen Staatstheater Meiningen. Im Rahmen dieser Zusammenarbeit wurden Gastspiele ausgetauscht und erfolgreiche Koproduktionen realisiert. Im Februar 2004 wurde Michael W. Schlicht Intendant des Thüringer Landestheaters. Mit Beginn der Spielzeit 2005/2006 wurde eine neue Kinder- und Jugendtheatersparte, das Junge Schauspiel Eisenach gegründet. Am 7. Juni 2007 wurde das Musical Elisabeth – Die Legende einer Heiligen im Landestheater uraufgeführt. 2008 wurde in Eisenach die Oper geschlossen, wogegen deutschlandweit protestiert wurde, unter anderem von den Berliner Philharmonikern. Mit dem Ende der Oper wurde gleichzeitig das Ballett-Ensemble auf 16 Tänzer vergrößert. Das Land Thüringen bewilligte die Vergrößerung des Ballettsaals. Am 1. August 2008 wurde Ansgar Haag Intendant des Thüringer Landestheaters, der gleichzeitig Intendant in Meiningen ist. Diese Personalie ist bis heute umstritten. Klaus Zehelein, Präsident des Deutschen Bühnenvereins, wies kritisch darauf hin, dass das Theatermodell Meiningen-Eisenach mit nur einem Intendanten für zwei Häuser problematisch ist. Um das Bestehen des Theaters langfristig zu sichern, wurde das Landestheater Eisenach mit Wirkung vom 1. Januar 2009 in die Kulturstiftung Meiningen-Eisenach überführt. Carlos Domínguez-Nieto ist seit August 2009 Chefdirigent und seit Herbst 2010 Generalmusikdirektor. Am 28. Mai 2011 folgte die Welturaufführung des Musicals 20.000 Meilen unter dem Meer des Hamburger Komponisten Jan Dvořák.

### 2012
Seit Anfang März 2012 wurde erneut über die Zukunft des Eisenacher Landestheaters debattiert. Auslöser war eine Meldung über die fehlende Bereitschaft des thüringischen Finanzministeriums, eine Zusage zur künftigen Finanzierung des Theaters abzugeben. Diese erfolgte auch wegen der prekären Haushaltslage Eisenachs. Zur Rettung des Theaters fanden verschiedene Protestaktionen statt. Auf einer Protest-Website informierte das Theater seit Bekanntwerden der drohenden Schließung über verschiedene Aktionen zum Erhalt des Hauses. Auf einer Online-Petitionsseite wurden Stimmen zum Erhalt des Theaters gesammelt. Am 13. Mai 2012 versammelten sich rund 1000 Personen auf dem Eisenacher Theaterplatz vor dem Landestheater, um für den Erhalt des Theaters zu demonstrieren. Für die Demonstration dichteten Eisenacher Bürger einen Protestsong mit 21 Strophen auf die Melodie von Beethovens Freude schöner Götterfunken, der während der Demonstration von allen der rund 1000 Demonstranten gesungen wurde. Vom 14. Mai, 12.00 Uhr Mittags, bis 16. Mai, 16.00 Uhr, versammelte sich der Eisenacher Beschwerdechor zu jeder vollen Stunde – auch nachts – vor der Eisenacher Georgenkirche und demonstrierte mit dem Protestsong gegen die drohende Schließung des Theaters.
Am 16. Mai 2012 gab die Stadt Eisenach bekannt, dass sie ihren Finanzierungsanteil von zwei Millionen Euro für die Spielzeit 2013/14 wohl doch aufbringen könne. Möglich geworden sei dies, so erklärte eine Sprecherin der Stadt, durch die Reduzierung des Haushaltsdefizits und einer Selbstverpflichtung des Stadtrates. Etwa 1,2 Millionen Euro kämen aus höheren Gewerbesteuer-Einnahmen, weitere 365.000 aus Einsparungen durch Gesetzesänderungen und 485.000 Euro könnten bei Zuschüssen für freie Träger gespart werden. Am 25. Mai 2012 gab Eisenachs Bürgermeisterin Ute Lieske dem Stiftungsrat der Kulturstiftung Meiningen-Eisenach die rechtsverbindliche Erklärung zur Finanzierung der Spielzeiten 2012/2013 und 2013/2014 des Landestheaters ab.

## Personalien

### Intendanten
Folgende Intendanten wirkten von 1933 bis heute am Landestheater Eisenach:
- 1933–1934: Rolf Ziegler
- 1934–1941: Willie Schmitt
- 1945–1948: Peter Kroll
- 1948–1950: Paul R. Henker
- 1950–1951: Walter Gembs
- 1951–1954: Karl Köther
- 1954–1964: Richard Rückert
- 1964–1968: Carl Ballhaus
- 1968–1969: Harald Joachim (amtierend)
- 1969–1973: Kurt-Rüdiger Domitzlaff
- 1974–1979: Harald Joachim
- 1979–1990: Günther Müller
- 1990–1990: Gunter Müller und Petra Morsbach (amtierend)
- 1991–1993: Jürgen Fabritius
- 1993–1994: Pierre Leon
- 1994–1995: Hermann Schneider
- 1995–2002: Johannes Steurich
- 2004–2008: Michael W. Schlicht
- seit 2008 bis 2018: Ansgar Haag
- seit 2021: Jens Neundorff von Enzberg

### Ehrenmitglieder
Verschiedene Schauspieler, Musiker, Sänger, Intendanten und Mitarbeiter wurden für ihre Verdienste um das Theater zu Ehrenmitgliedern des Theaterensembles ernannt:
- Friedewald Berg, Schauspieler und Regisseur, mit Unterbrechungen am Theater von 1948 bis 1977
- Hans Fleischmann: Bürgermeister der Gemeinde Fischbach, unterstützte den Aufbau und Betrieb der Bergbühne Fischbach, die vom Ensemble des Landestheaters seit 1960 in den Sommermonaten bespielt wird
- Karl Fuchs, war 1954 bis 1969 als Oberrequisiteur tätig
- Hans Gahlenbeck, Generalmusikdirektor, war 1956 bis 1967 musikalischer Oberleiter
- Wolfgang Heinz, Intendant des Deutschen Theaters Berlin, 1917 bis 1919 Debütant in Eisenach
- Kurt Kögel, Opernsänger von 1951 bis 1974
- Herbert Lindner, 1955 bis 1970 1. Kapellmeister am Landestheater
- Richard Rückert, 1954 bis 1964 Intendant
- Max Sachse, Bibliothekar und Leiter des Künstlerischen Betriebsbüros in den Jahren 1953 bis 1970
- Fritz Wisten, Schauspieler vor dem Ersten Weltkrieg, zuletzt Intendant des Berliner Theater am Schiffbauerdamm
- Harald Joachim, Solist im Tenor, auch Regisseur, Oberspielleiter und Intendant